# Cầu thủ của trận đấu
Trong thể thao, giải thưởng cầu thủ của trận đấu thường được trao cho cầu thủ nổi bật của một trận đấu. Cầu thủ này có thể thuộc một trong hai đội, mặc dù thường là cầu thủ của đội giành chiến thắng.

## Bóng đá
Trong bóng đá, giải thưởng "cầu thủ của trận đấu" thường được trao cho cầu thủ của đội chiến thắng. Cầu thủ lập hat-trick, hoặc thủ môn giữ sạch lưới dưới nhiều áp lực tấn công của đối thủ thường giành giải. Cầu thủ ghi hat-trick thường được chấm điểm cao nhất trận bất kể có giành giải hay không.
Cầu thủ của trận đấu thường được chọn bởi bình luận viên truyền hình hoặc nhà tài trợ. Tuy nhiên, không phải tất cả các trận đấu đều có giải thưởng này, mà được chọn bởi website hoặc báo chí. Ví dụ tại Giải bóng đá Ngoại hạng Anh, cầu thủ được nhận một vật phẩm màu vàng cho cầu thủ xuất sắc nhất trận.

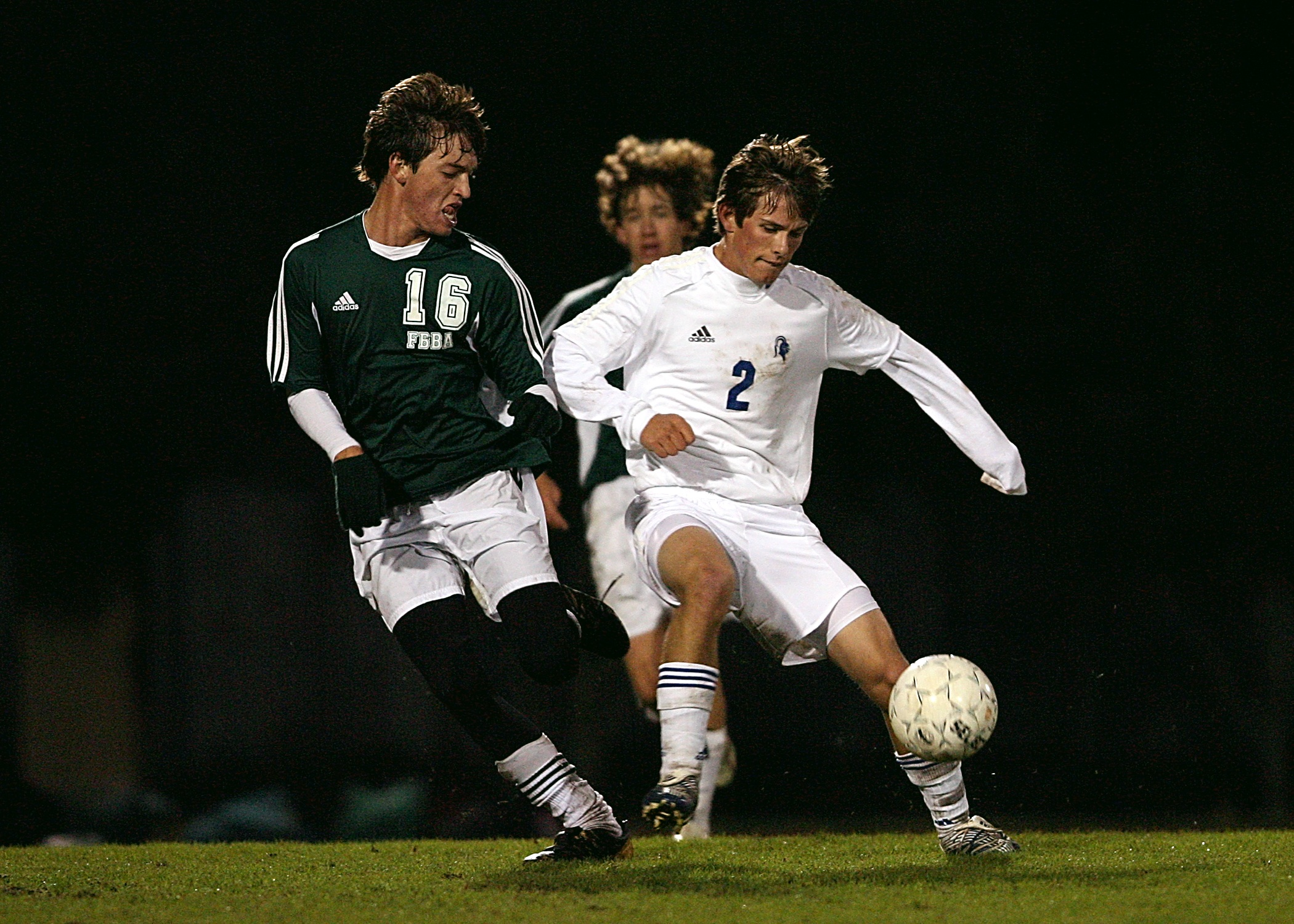
Cầu thủ đang chơi bóng đá.